# مارشويل

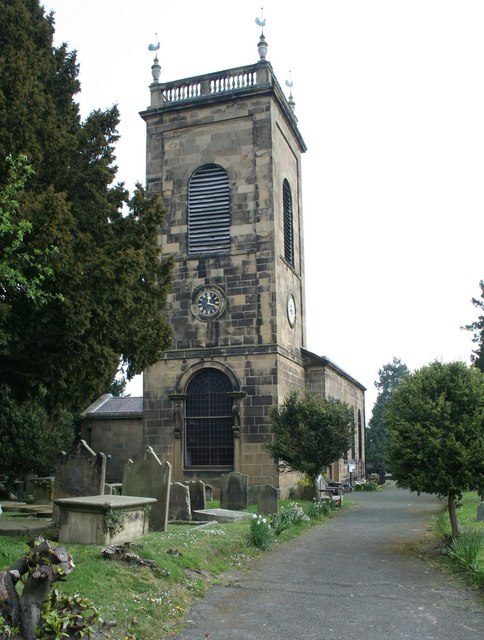
Marchwiel Church

مارشويل (بلغة ويلز:Marchwiail) هي قرية ومجتمع حكومي محلي بالمستويات الدنيا من الحكومة المحلية كما أنها جزء من مقاطعة ريكسهام بورو في ويلز.
تبعد حوالي 2 كم جنوب شرقي مدينة ريكسهام في الطريق المؤدي إلى بانجور في دي A525. و مساحته 1,488 هكتار وعدد سكانها 1,418 نسمة حسب تعداد عام 2001.
وهناك العديد من المنازل الريفية الكبيرة في المنطقة كقاعة مارشويل وبرين واي وسونتليي القديمة وقاعة ارديج. اما الآن فأصبحت ملكاً لمؤسسة التراث القومي ومصدراً شهير للجذب السياحي.
في القرن التاسع عشر حصل السيد الفريد ماك ألبين على قاعة مارشويل، مؤسس الفريد ماك ألبين ابن بوب ماك ألبين.
في العصور الوسطى كان هناك كنيسة في مارشويل مكرسة للقديس دينيول ويعني اسم القرية بلغة أهل ويلز “الأغصان القوية” الاسم يشير إلى المواد المستخدمة في بناء الكنيسة الأولى.
بناء الكنيسة الحالية يرجع إلى عام 1778، وهي مخصصة لسانت مارسيلاو التي تحتوي على عدد من النصب التذكارية لأعضاء أسرة يورك ارديج وتحتوي الكنيسة على نافذة زجاج ملونة تظهر شجرة عائلة يورك.

## أعلام
- سيسيل سميث
- آرثر لي

## أنظر أيضا
- جويرسيلت